# Francesco Orsini (condottiero)

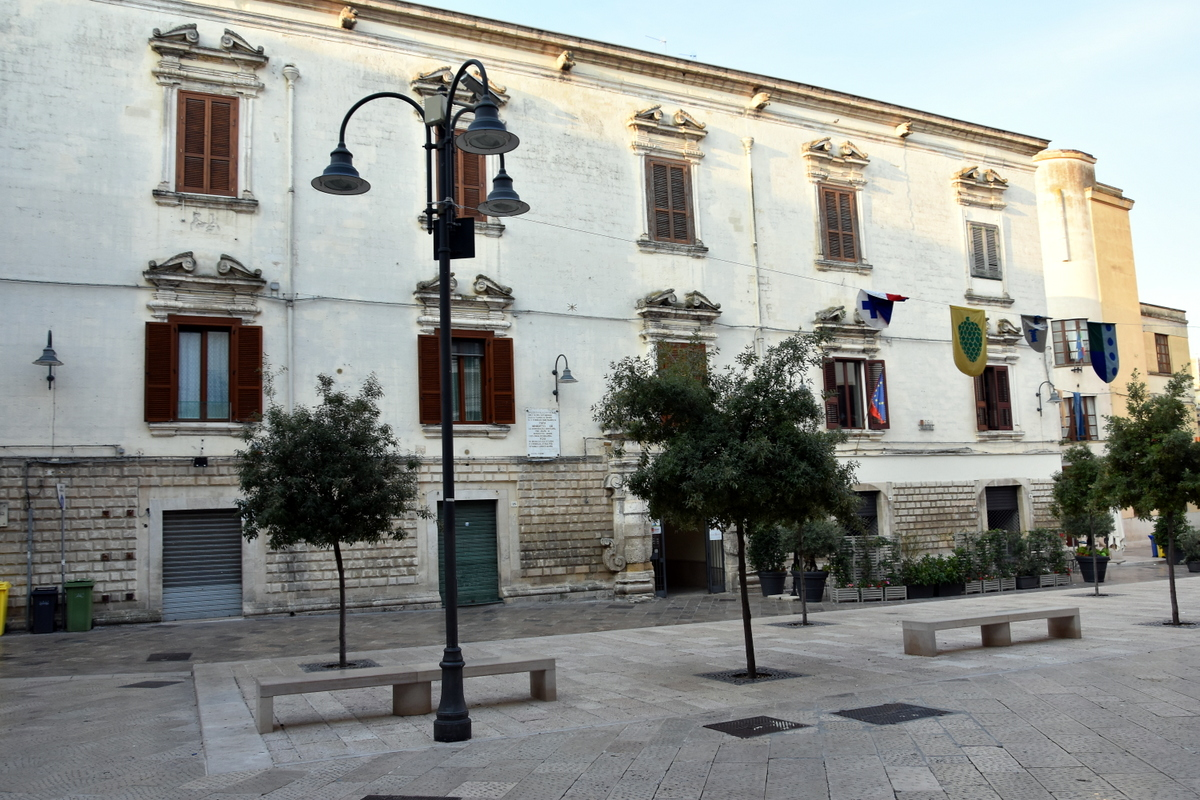
Il palazzo ducale a Gravina in Puglia

Francesco Orsini (1455 – Città della Pieve, 18 gennaio 1503) è stato un condottiero e nobile italiano, fu il quarto duca di Gravina, signore di Nerola, Scandriglia, Montelibretti e altri feudi posti nella Sabina.

## Biografia
Era figlio di Raimondo Orsini (?-1488), terzo duca di Gravina e di Giustiniana Orsini di Monterotondo.
Fu al servizio degli aragonesi quando Carlo VIII di Francia venne in Italia e finì da questi catturato. Fu tra i nobiluomini che assistettero all'incoronazione di Federico I di Napoli a Capua. Fu al servizio della Chiesa militando sotto le insegne di Cesare Borgia quando nel 1502, assieme a Oliverotto da Fermo venne inviato contro i Da Varano.
Assecondò "il Valentino" nel soccorrere i duchi di Urbino, che volevano riprendere il loro Stato, nonostante il diniego di Borgia che, dopo la presa di Senigallia, fece arrestare con l'inganno quattro condottieri dei quali voleva la morte per aver partecipato alla congiura della Magione: Vitellozzo Vitelli e Oliverotto da Fermo vennero ammazzati il 31 dicembre 1502. Francesco Orsini e il cugino Paolo furono tradotti a Città della Pieve, dove furono assassinati per strangolamento il 18 gennaio 1503, per mano del sicario Michelotto Corella.

## Discendenza
Francesco sposò Maria Todeschini Piccolomini d'Aragona dalla quale ebbe quattro figli:
- Ferdinando (?-1549), quinto duca di Gravina
- Caterina, sposò Giangiacomo Caracciolo
- Giovanni (?-1534), militare
- Gian Antonio (?-1562), condottiero